# Copa Libertadores 1971
La Copa Libertadores 1971 fue la decimosegunda edición del torneo de clubes más importante de América del Sur, organizado por la Confederación Sudamericana de Fútbol, en la que participaron equipos de diez países sudamericanos: Argentina, Bolivia, Brasil, Chile, Colombia, Ecuador, Paraguay, Perú, Uruguay y Venezuela.
El campeón fue Nacional de Uruguay, que superó en tres encuentros al vigente tricampeón Estudiantes de La Plata, en la que fue la primera final repetida de la historia —ambos cuadros se habían enfrentado en la edición de 1969—. Significó el primer título para el conjunto uruguayo en la competición, y por él disputó la Copa Intercontinental 1971 ante Panathinaikos de Grecia, y la Copa Interamericana 1972 frente a Cruz Azul de México. Se clasificó, también, a la segunda fase de la Copa Libertadores 1972.

## Formato
El campeón vigente accedió de manera directa a la segunda fase, mientras que los 20 equipos restantes disputaron la primera. En ella, los clubes fueron divididos en cinco grupos de 4 equipos cada uno de acuerdo a sus países de origen, de manera que los dos representantes de una misma asociación nacional debían caer en la misma zona. El ganador de cada uno de los cinco grupos clasificó a la segunda fase, uniéndose al campeón vigente, estableciéndose dos zonas de 3 equipos. El primer posicionado en cada una de ellas accedió a la final, que se llevó a cabo en encuentros de ida y vuelta, disputándose un partido de desempate en caso de ser necesario.
|                           |                           | Equipos que entran en esta fase                                                                          | Equipos que provienen de la fase anterior |
| ------------------------- | ------------------------- | --- | ----------------------------------------- |
| Primera fase (20 equipos) | Primera fase (20 equipos) | - 2 equipos de Argentina, Bolivia, Brasil, Chile, Colombia, Ecuador, Paraguay, Perú, Uruguay y Venezuela |                                           |
| Segunda fase (6 equipos)  | Segunda fase (6 equipos)  | - 1 equipo, campeón de la Copa Libertadores 1970                                                         | - 5 equipos primeros de la Primera fase   |
| Final (2 equipos)         | Final (2 equipos)         | | - 2 equipos primeros de la Segunda fase   |

## Equipos participantes
En cursiva los equipos debutantes en el torneo.
| País                                | Equipo                                        | Vía de clasificación                                                                                              |
| ----------------------------------- | --------------------------------------------- | --- |
| Argentina 2 cupos + campeón vigente | Estudiantes (LP) Boca Juniors Rosario Central | Campeón de la Copa Libertadores 1970 Campeón del Campeonato Nacional 1970 Subcampeón del Campeonato Nacional 1970 |
| Bolivia 2 cupos                     | Chaco Petrolero The Strongest                 | Campeón del Campeonato de Primera División 1970 Subcampeón del Campeonato de Primera División 1970                |
| Brasil 2 cupos                      | Fluminense Palmeiras                          | Campeón del Campeonato Brasileño de 1970 Subcampeón del Campeonato Brasileño de 1970                              |
| Chile 2 cupos                       | Colo-Colo Unión Española                      | Campeón del Campeonato de Primera División 1970 Subcampeón del Campeonato de Primera División 1970                |
| Colombia 2 cupos                    | Deportivo Cali Junior                         | Campeón del Campeonato Colombiano 1970 Subcampeón del Campeonato colombiano 1970                                  |
| Ecuador 2 cupos                     | Barcelona Emelec                              | Campeón del Campeonato Ecuatoriano de 1970 Subcampeón del Campeonato Ecuatoriano de 1970                          |
| Paraguay 2 cupos                    | Cerro Porteño Guaraní                         | Campeón del Campeonato Paraguayo de 1970 Subcampeón del Campeonato Paraguayo de 1970                              |
| Perú 2 cupos                        | Sporting Cristal Universitario                | Campeón del Campeonato Descentralizado 1970 Subcampeón del Campeonato Descentralizado 1970                        |
| Uruguay 2 cupos                     | Nacional Peñarol                              | Campeón del Campeonato Uruguayo de 1970 Subcampeón del Campeonato Uruguayo de 1970                                |
| Venezuela 2 cupos                   | Deportivo Galicia Deportivo Italia            | Campeón de la Primera División Venezolana 1970 Subcampeón de la Primera División Venezolana 1970                  |

### Distribución geográfica de los equipos
Distribución geográfica de las sedes de los equipos participantes:

## Primera fase

### Grupo 1
| Equipo           | Pts. | PJ | PG | PE | PP | GF | GC | DG |
| ---------------- | ---- | -- | -- | -- | -- | -- | -- | -- |
| Universitario    | 9    | 6  | 3  | 3  | 0  | 8  | 4  | 4  |
| Rosario Central  | 7    | 6  | 3  | 1  | 2  | 11 | 8  | 3  |
| Boca Juniors     | 4    | 6  | 1  | 2  | 3  | 4  | 5  | –1 |
| Sporting Cristal | 4    | 6  | 1  | 2  | 3  | 5  | 11 | –6 |

| \| Fecha \| Lugar \| Local \| Resultado \| Visitante \| \| ------------- \| ------------ \| ---------------- \| ------------ \| ---------------- \| \| 13 de febrero \| Lima \| Sporting Cristal \| 0:0 \| Universitario \| \| 19 de febrero \| Buenos Aires \| Boca Juniors \| 2:1 \| Rosario Central \| \| 23 de febrero \| Lima \| Sporting Cristal \| 1:2 \| Rosario Central \| \| 26 de febrero \| Lima \| Universitario \| 3:2 \| Rosario Central \| \| 1 de marzo \| Lima \| Sporting Cristal \| 2:0 \| Boca Juniors \| \| 4 de marzo \| Lima \| Universitario \| 0:0 \| Boca Juniors \| \| 16 de marzo \| Rosario \| Rosario Central \| 2:2 \| Universitario \| \| 17 de marzo \| Buenos Aires \| Boca Juniors \| 2:2[Nota 1] \| Sporting Cristal \| \| 25 de marzo \| Rosario \| Rosario Central \| 4:0 \| Sporting Cristal \| \| 25 de marzo \| Buenos Aires \| Boca Juniors \| w.o.[Nota 2] \| Universitario \| \| 31 de marzo \| Lima \| Universitario \| 3:0 \| Sporting Cristal \| \| 31 de marzo \| Rosario \| Rosario Central \| w.o.[Nota 2] \| Boca Juniors \| |              |                  |           |                  |
| Fecha | Lugar        | Local            | Resultado | Visitante        |
| 13 de febrero | Lima         | Sporting Cristal | 0:0       | Universitario    |
| 19 de febrero | Buenos Aires | Boca Juniors     | 2:1       | Rosario Central  |
| 23 de febrero | Lima         | Sporting Cristal | 1:2       | Rosario Central  |
| 26 de febrero | Lima         | Universitario    | 3:2       | Rosario Central  |
| 1 de marzo | Lima         | Sporting Cristal | 2:0       | Boca Juniors     |
| 4 de marzo | Lima         | Universitario    | 0:0       | Boca Juniors     |
| 16 de marzo | Rosario      | Rosario Central  | 2:2       | Universitario    |
| 17 de marzo | Buenos Aires | Boca Juniors     | 2:2       | Sporting Cristal |
| 25 de marzo | Rosario      | Rosario Central  | 4:0       | Sporting Cristal |
| 25 de marzo | Buenos Aires | Boca Juniors     | w.o.      | Universitario    |
| 31 de marzo | Lima         | Universitario    | 3:0       | Sporting Cristal |
| 31 de marzo | Rosario      | Rosario Central  | w.o.      | Boca Juniors     |

### Grupo 2
| Equipo          | Pts. | PJ | PG | PE | PP | GF | GC | DG  |
| --------------- | ---- | -- | -- | -- | -- | -- | -- | --- |
| Nacional        | 11   | 6  | 5  | 1  | 0  | 14 | 2  | 12  |
| Peñarol         | 7    | 6  | 3  | 1  | 2  | 14 | 6  | 8   |
| Chaco Petrolero | 3    | 6  | 1  | 1  | 4  | 5  | 9  | –4  |
| The Strongest   | 3    | 6  | 1  | 1  | 4  | 5  | 21 | –16 |

| \| Fecha \| Lugar \| Local \| Resultado \| Visitante \| \| ------------- \| ---------- \| --------------- \| --------- \| --------------- \| \| 14 de febrero \| La Paz \| Chaco Petrolero \| 1:2 \| The Strongest \| \| 2 de marzo \| Montevideo \| Nacional \| 2:1 \| Peñarol \| \| 6 de marzo \| La Paz \| Chaco Petrolero \| 0:1 \| Nacional \| \| 7 de marzo \| La Paz \| The Strongest \| 1:2 \| Peñarol \| \| 13 de marzo \| La Paz \| Chaco Petrolero \| 1:1 \| Peñarol \| \| 14 de marzo \| La Paz \| The Strongest \| 1:1 \| Nacional \| \| 19 de marzo \| Montevideo \| Peñarol \| 1:0 \| Chaco Petrolero \| \| 20 de marzo \| Montevideo \| Nacional \| 5:0 \| The Strongest \| \| 22 de marzo \| Montevideo \| Peñarol \| 9:0 \| The Strongest \| \| 23 de marzo \| Montevideo \| Nacional \| 3:0 \| Chaco Petrolero \| \| 28 de marzo \| La Paz \| The Strongest \| 1:3 \| Chaco Petrolero \| \| 30 de marzo \| Montevideo \| Peñarol \| 0:2 \| Nacional \| |            |                 |           |                 |
| Fecha | Lugar      | Local           | Resultado | Visitante       |
| 14 de febrero | La Paz     | Chaco Petrolero | 1:2       | The Strongest   |
| 2 de marzo | Montevideo | Nacional        | 2:1       | Peñarol         |
| 6 de marzo | La Paz     | Chaco Petrolero | 0:1       | Nacional        |
| 7 de marzo | La Paz     | The Strongest   | 1:2       | Peñarol         |
| 13 de marzo | La Paz     | Chaco Petrolero | 1:1       | Peñarol         |
| 14 de marzo | La Paz     | The Strongest   | 1:1       | Nacional        |
| 19 de marzo | Montevideo | Peñarol         | 1:0       | Chaco Petrolero |
| 20 de marzo | Montevideo | Nacional        | 5:0       | The Strongest   |
| 22 de marzo | Montevideo | Peñarol         | 9:0       | The Strongest   |
| 23 de marzo | Montevideo | Nacional        | 3:0       | Chaco Petrolero |
| 28 de marzo | La Paz     | The Strongest   | 1:3       | Chaco Petrolero |
| 30 de marzo | Montevideo | Peñarol         | 0:2       | Nacional        |

### Grupo 3
| Equipo            | Pts. | PJ | PG | PE | PP | GF | GC | DG  |
| ----------------- | ---- | -- | -- | -- | -- | -- | -- | --- |
| Palmeiras         | 10   | 6  | 5  | 0  | 1  | 13 | 5  | 8   |
| Fluminense        | 8    | 6  | 4  | 0  | 2  | 16 | 6  | 10  |
| Deportivo Italia  | 5    | 6  | 2  | 1  | 3  | 7  | 15 | –8  |
| Deportivo Galicia | 1    | 6  | 0  | 1  | 5  | 9  | 19 | –10 |

| \| Fecha \| Lugar \| Local \| Resultado \| Visitante \| \| ------------- \| -------------- \| ----------------- \| --------- \| ----------------- \| \| 29 de enero \| São Paulo \| Palmeiras \| 0:2 \| Fluminense \| \| 31 de enero \| Caracas \| Deportivo Galicia \| 3:3 \| Deportivo Italia \| \| 7 de febrero \| Caracas \| Deportivo Galicia \| 2:3 \| Palmeiras \| \| 10 de febrero \| Caracas \| Deportivo Italia \| 0:3 \| Palmeiras \| \| 14 de febrero \| Caracas \| Deportivo Galicia \| 1:3 \| Fluminense \| \| 17 de febrero \| Caracas \| Deportivo Italia \| 0:6 \| Fluminense \| \| 25 de febrero \| São Paulo \| Palmeiras \| 1:0 \| Deportivo Italia \| \| 28 de febrero \| Río de Janeiro \| Fluminense \| 4:1 \| Deportivo Galicia \| \| 3 de marzo \| São Paulo \| Palmeiras \| 3:0 \| Deportivo Galicia \| \| 3 de marzo \| Río de Janeiro \| Fluminense \| 0:1 \| Deportivo Italia \| \| 10 de marzo \| Río de Janeiro \| Fluminense \| 1:3 \| Palmeiras \| \| 14 de marzo \| Caracas \| Deportivo Italia \| 3:2 \| Deportivo Galicia \| |                |                   |           |                   |
| Fecha | Lugar          | Local             | Resultado | Visitante         |
| 29 de enero | São Paulo      | Palmeiras         | 0:2       | Fluminense        |
| 31 de enero | Caracas        | Deportivo Galicia | 3:3       | Deportivo Italia  |
| 7 de febrero | Caracas        | Deportivo Galicia | 2:3       | Palmeiras         |
| 10 de febrero | Caracas        | Deportivo Italia  | 0:3       | Palmeiras         |
| 14 de febrero | Caracas        | Deportivo Galicia | 1:3       | Fluminense        |
| 17 de febrero | Caracas        | Deportivo Italia  | 0:6       | Fluminense        |
| 25 de febrero | São Paulo      | Palmeiras         | 1:0       | Deportivo Italia  |
| 28 de febrero | Río de Janeiro | Fluminense        | 4:1       | Deportivo Galicia |
| 3 de marzo | São Paulo      | Palmeiras         | 3:0       | Deportivo Galicia |
| 3 de marzo | Río de Janeiro | Fluminense        | 0:1       | Deportivo Italia  |
| 10 de marzo | Río de Janeiro | Fluminense        | 1:3       | Palmeiras         |
| 14 de marzo | Caracas        | Deportivo Italia  | 3:2       | Deportivo Galicia |

### Grupo 4
| Equipo         | Pts. | PJ | PG | PE | PP | GF | GC | DG |
| -------------- | ---- | -- | -- | -- | -- | -- | -- | -- |
| Unión Española | 7    | 6  | 2  | 3  | 1  | 7  | 6  | 1  |
| Cerro Porteño  | 6    | 6  | 1  | 4  | 1  | 5  | 5  | 0  |
| Colo-Colo      | 6    | 6  | 2  | 2  | 2  | 6  | 7  | –1 |
| Guaraní        | 5    | 6  | 1  | 3  | 2  | 9  | 9  | 0  |

| \| Fecha \| Lugar \| Local \| Resultado \| Visitante \| \| ------------- \| -------- \| -------------- \| --------- \| -------------- \| \| 7 de febrero \| Asunción \| Cerro Porteño \| 1:1 \| Guaraní \| \| 15 de febrero \| Asunción \| Cerro Porteño \| 2:1 \| Unión Española \| \| 18 de febrero \| Asunción \| Guaraní \| 1:1 \| Unión Española \| \| 21 de febrero \| Asunción \| Cerro Porteño \| 0:0 \| Colo-Colo \| \| 24 de febrero \| Asunción \| Guaraní \| 2:0 \| Colo-Colo \| \| 5 de marzo \| Asunción \| Guaraní \| 2:2 \| Cerro Porteño \| \| 6 de marzo \| Santiago \| Colo-Colo \| 1:2 \| Unión Española \| \| 13 de marzo \| Santiago \| Unión Española \| 2:1 \| Guaraní \| \| 17 de marzo \| Santiago \| Colo-Colo \| 3:2 \| Guaraní \| \| 20 de marzo \| Santiago \| Unión Española \| 0:0 \| Cerro Porteño \| \| 24 de marzo \| Santiago \| Colo-Colo \| 1:0 \| Cerro Porteño \| \| 31 de marzo \| Santiago \| Unión Española \| 1:1 \| Colo-Colo \| |          |                |           |                |
| Fecha | Lugar    | Local          | Resultado | Visitante      |
| 7 de febrero | Asunción | Cerro Porteño  | 1:1       | Guaraní        |
| 15 de febrero | Asunción | Cerro Porteño  | 2:1       | Unión Española |
| 18 de febrero | Asunción | Guaraní        | 1:1       | Unión Española |
| 21 de febrero | Asunción | Cerro Porteño  | 0:0       | Colo-Colo      |
| 24 de febrero | Asunción | Guaraní        | 2:0       | Colo-Colo      |
| 5 de marzo | Asunción | Guaraní        | 2:2       | Cerro Porteño  |
| 6 de marzo | Santiago | Colo-Colo      | 1:2       | Unión Española |
| 13 de marzo | Santiago | Unión Española | 2:1       | Guaraní        |
| 17 de marzo | Santiago | Colo-Colo      | 3:2       | Guaraní        |
| 20 de marzo | Santiago | Unión Española | 0:0       | Cerro Porteño  |
| 24 de marzo | Santiago | Colo-Colo      | 1:0       | Cerro Porteño  |
| 31 de marzo | Santiago | Unión Española | 1:1       | Colo-Colo      |

### Grupo 5
| Equipo         | Pts. | PJ | PG | PE | PP | GF | GC | DG |
| -------------- | ---- | -- | -- | -- | -- | -- | -- | -- |
| Barcelona      | 7    | 6  | 3  | 1  | 2  | 8  | 6  | 2  |
| Emelec         | 7    | 6  | 2  | 3  | 1  | 6  | 4  | 2  |
| Deportivo Cali | 6    | 6  | 3  | 0  | 3  | 8  | 7  | 1  |
| Junior         | 4    | 6  | 1  | 2  | 3  | 4  | 9  | –5 |

| \| Fecha \| Lugar \| Local \| Resultado \| Visitante \| \| ------------- \| ------------ \| -------------- \| --------- \| -------------- \| \| 28 de febrero \| Barranquilla \| Junior \| 2:1 \| Deportivo Cali \| \| 28 de febrero \| Guayaquil \| Barcelona \| 0:1 \| Emelec \| \| 3 de marzo \| Guayaquil \| Barcelona \| 1:0 \| Deportivo Cali \| \| 7 de marzo \| Guayaquil \| Emelec \| 3:1 \| Deportivo Cali \| \| 7 de marzo \| Guayaquil \| Barcelona \| 3:1 \| Junior \| \| 10 de marzo \| Guayaquil \| Emelec \| 1:1 \| Junior \| \| 18 de marzo \| Barranquilla \| Junior \| 0:2 \| Barcelona \| \| 18 de marzo \| Cali \| Deportivo Cali \| 1:0 \| Emelec \| \| 21 de marzo \| Barranquilla \| Junior \| 0:0 \| Emelec \| \| 21 de marzo \| Cali \| Deportivo Cali \| 3:1 \| Barcelona \| \| 28 de marzo \| Cali \| Deportivo Cali \| 2:0 \| Junior \| \| 28 de marzo \| Guayaquil \| Emelec \| 1:1 \| Barcelona \| |              |                |           |                |
| Fecha | Lugar        | Local          | Resultado | Visitante      |
| 28 de febrero | Barranquilla | Junior         | 2:1       | Deportivo Cali |
| 28 de febrero | Guayaquil    | Barcelona      | 0:1       | Emelec         |
| 3 de marzo | Guayaquil    | Barcelona      | 1:0       | Deportivo Cali |
| 7 de marzo | Guayaquil    | Emelec         | 3:1       | Deportivo Cali |
| 7 de marzo | Guayaquil    | Barcelona      | 3:1       | Junior         |
| 10 de marzo | Guayaquil    | Emelec         | 1:1       | Junior         |
| 18 de marzo | Barranquilla | Junior         | 0:2       | Barcelona      |
| 18 de marzo | Cali         | Deportivo Cali | 1:0       | Emelec         |
| 21 de marzo | Barranquilla | Junior         | 0:0       | Emelec         |
| 21 de marzo | Cali         | Deportivo Cali | 3:1       | Barcelona      |
| 28 de marzo | Cali         | Deportivo Cali | 2:0       | Junior         |
| 28 de marzo | Guayaquil    | Emelec         | 1:1       | Barcelona      |

Partido desempate
| Fecha       | Lugar     |           | Resultado |        |
| ----------- | --------- | --------- | --------- | ------ |
| 31 de marzo | Guayaquil | Barcelona | 3:0       | Emelec |

## Segunda fase

### Grupo A
| Equipo        | Pts. | PJ | PG | PE | PP | GF | GC | DG |
| ------------- | ---- | -- | -- | -- | -- | -- | -- | -- |
| Nacional      | 7    | 4  | 3  | 1  | 0  | 9  | 1  | 8  |
| Palmeiras     | 4    | 4  | 2  | 0  | 2  | 6  | 7  | –1 |
| Universitario | 1    | 4  | 0  | 1  | 3  | 1  | 8  | –7 |

| \| Fecha \| Lugar \| Local \| Resultado \| Visitante \| \| ----------- \| ---------- \| ------------- \| --------- \| ------------- \| \| 14 de abril \| Lima \| Universitario \| 1:2 \| Palmeiras \| \| 22 de abril \| Lima \| Universitario \| 0:0 \| Nacional \| \| 2 de mayo \| São Paulo \| Palmeiras \| 0:3 \| Nacional \| \| 6 de mayo \| São Paulo \| Palmeiras \| 3:0 \| Universitario \| \| 11 de mayo \| Montevideo \| Nacional \| 3:0 \| Universitario \| \| 18 de mayo \| Montevideo \| Nacional \| 3:1 \| Palmeiras \| |            |               |           |               |
| Fecha | Lugar      | Local         | Resultado | Visitante     |
| 14 de abril | Lima       | Universitario | 1:2       | Palmeiras     |
| 22 de abril | Lima       | Universitario | 0:0       | Nacional      |
| 2 de mayo | São Paulo  | Palmeiras     | 0:3       | Nacional      |
| 6 de mayo | São Paulo  | Palmeiras     | 3:0       | Universitario |
| 11 de mayo | Montevideo | Nacional      | 3:0       | Universitario |
| 18 de mayo | Montevideo | Nacional      | 3:1       | Palmeiras     |

### Grupo B
| Equipo           | Pts. | PJ | PG | PE | PP | GF | GC | DG |
| ---------------- | ---- | -- | -- | -- | -- | -- | -- | -- |
| Estudiantes (LP) | 6    | 4  | 3  | 0  | 1  | 4  | 2  | 2  |
| Barcelona        | 4    | 4  | 2  | 0  | 2  | 3  | 4  | –1 |
| Unión Española   | 2    | 4  | 1  | 0  | 3  | 4  | 5  | –1 |

| \| Fecha \| Lugar \| Local \| Resultado \| Visitante \| \| ----------- \| --------- \| ---------------- \| --------- \| ---------------- \| \| 18 de abril \| Guayaquil \| Barcelona \| 0:1 \| Estudiantes (LP) \| \| 25 de abril \| Guayaquil \| Barcelona \| 1:0 \| Unión Española \| \| 29 de abril \| La Plata \| Estudiantes (LP) \| 0:1 \| Barcelona \| \| 5 de mayo \| Santiago \| Unión Española \| 3:1 \| Barcelona \| \| 12 de mayo \| Santiago \| Unión Española \| 0:1 \| Estudiantes (LP) \| \| 19 de mayo \| La Plata \| Estudiantes (LP) \| 2:1 \| Unión Española \| |           |                  |           |                  |
| Fecha | Lugar     | Local            | Resultado | Visitante        |
| 18 de abril | Guayaquil | Barcelona        | 0:1       | Estudiantes (LP) |
| 25 de abril | Guayaquil | Barcelona        | 1:0       | Unión Española   |
| 29 de abril | La Plata  | Estudiantes (LP) | 0:1       | Barcelona        |
| 5 de mayo | Santiago  | Unión Española   | 3:1       | Barcelona        |
| 12 de mayo | Santiago  | Unión Española   | 0:1       | Estudiantes (LP) |
| 19 de mayo | La Plata  | Estudiantes (LP) | 2:1       | Unión Española   |

## Final
| Ida; 26 de mayo de 1971 | Estudiantes (LP) | 1:0 (0:0) | Nacional | Estadio Jorge Luis Hirschi, La Plata                      |                                                           |
|                         | Romeo 60'        |           |          | Asistencia: 30 000 espectadores Árbitro(s): Mario Canessa | Asistencia: 30 000 espectadores Árbitro(s): Mario Canessa |

| Vuelta; 2 de junio de 1971 | Nacional   | 1:0 (1:0) | Estudiantes (LP) | Estadio Centenario, Montevideo                                |                                                               |
|                            | Masnik 28' |           |                  | Asistencia: 70 000 espectadores Árbitro(s): José Favilli Neto | Asistencia: 70 000 espectadores Árbitro(s): José Favilli Neto |

| Desempate; 9 de junio de 1971 | Nacional                   | 2:0 (1:0) | Estudiantes (LP) | Estadio Nacional, Lima                                        |                                                               |
|                               | Espárrago 22' · Artime 65' |           |                  | Asistencia: 41 000 espectadores Árbitro(s): Rafael Hormazábal | Asistencia: 41 000 espectadores Árbitro(s): Rafael Hormazábal |

|                              |
| Bandera de Uruguay           |
| Campeón Nacional 1.er título |

## Estadísticas

### Goleadores
| Jugador         | Club     | Goles |
| --------------- | -------- | ----- |
| Luis Artime     | Nacional | 10    |
| Raúl Castronovo | Peñarol  | 10    |